# Rio Berchezoaia
O Rio Berchezoaia é um rio da Romênia afluente do Rio Bârsău, localizado no distrito de Maramureş.